# Magʻoki-Attori-Moschee

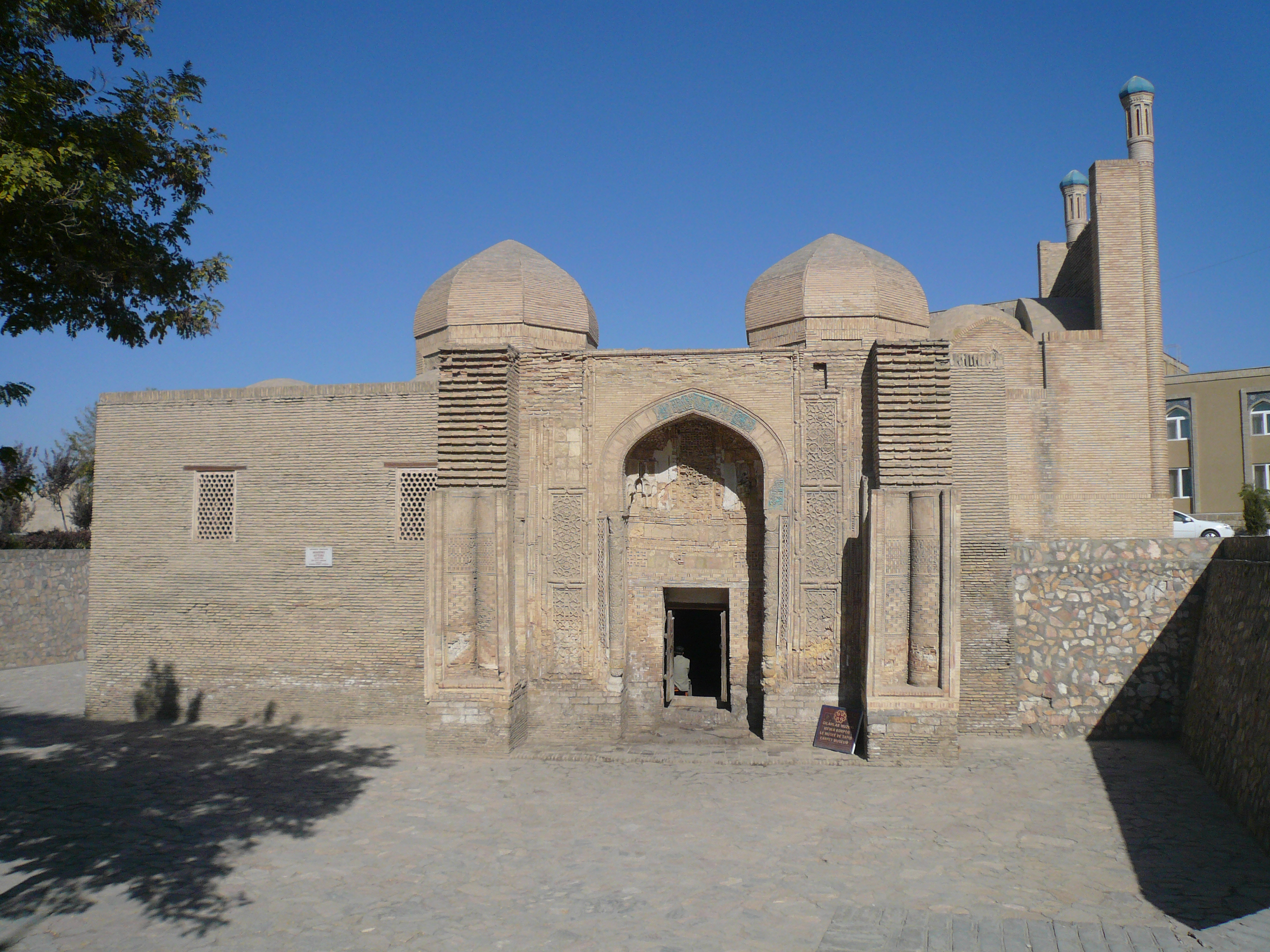
Magʻoki-Attori-Moschee, Südfassade

Die Magʻoki-Attori-Moschee ist eine Moschee in der usbekischen Stadt Buxoro.

## Lage
Die Moschee liegt mitten im historischen Zentrum von Buxoro etwa 400 Meter südöstlich von Poi Kalon, 100 Meter südöstlich des Kuppelbasars Toqi Telpak Furushon und 150 Meter westlich von Labi Hovuz.

## Geschichte
Die Magʻoki-Attori-Moschee wurde vermutlich schon im 9. bis 10. Jahrhundert an der Stelle eines vorislamischen Tempels erbaut. Damit zählt sie zu den ältesten erhaltenen Moscheen Zentralasiens und zu den wenigen erhaltenen Bauwerken in Buxoro aus der Zeit vor dem Mongolensturm. Im 12. Jahrhundert, als die Karachaniden in Buxoro herrschten, wurde die Moschee wesentlich umgebaut und neu verkleidet. Dabei erhielt sie auch eine neue Hauptfassade im Süden.
Im Lauf der Jahrhunderte verschwand die Moschee immer mehr unter dem Zivilisationsschutt. Mitte des 15. Jahrhunderts wurde sie wieder renoviert und erhielt ein neues Portal mit Pischtak und Iwan im Osten auf der damaligen Höhe des Bodens. Anfang der 1930er Jahre wurde die Moschee freigelegt und erneut restauriert.

## Beschreibung
Das Gebäude hat einen rechteckigen Grundriss von 12 × 7,5 Meter. Das Flachdach trägt in der Hauptachse des Gebäudes zwei achteckige Tamboure mit vergitterten Spitzbogenfenstern. Auf ihnen sind ebenfalls achteckige Kuppeln aufgesetzt.
Der Boden der Moschee liegt etwa 4,5 Meter unterhalb der Erdoberfläche. Daher hat die Moschee auch ihren Namenszusatz „Magʻoki“ (von persisch مغاكى, DMG maġākī, ‚in der Grube‘). Eine weitere „Gruben“-Moschee ist die etwa 150 Meter nordwestlich liegende Magʻoki-Kurpa-Moschee.
Der Bau ist in Ziegelrohbauweise ausgeführt, nur wenige Ornamente sind farbig glasiert. Am reichsten ausgestattet ist die Südfassade mit dem ehemaligen Haupteingang. Ornamente sind vor allem durch die Anordnung geschnittener und behauener Ziegel und durch Terracotta-Fliesen mit floralen Motiven gebildet. Der Pischtak ist leicht vor die Fassade vorgezogen und von zwei Pylonen flankiert. Der Spitzbogen seines Iwans ruht auf zwei in Mauernischen eingestellten Viertelsäulen, die mit Flechtwerk geschmückt sind. Beidseitig des Iwans sind je drei rechteckige Rahmen mit Ziermustern übereinander angeordnet.
Mittlerweile wird die Magʻoki-Attori-Moschee als Teppichmuseum genutzt.

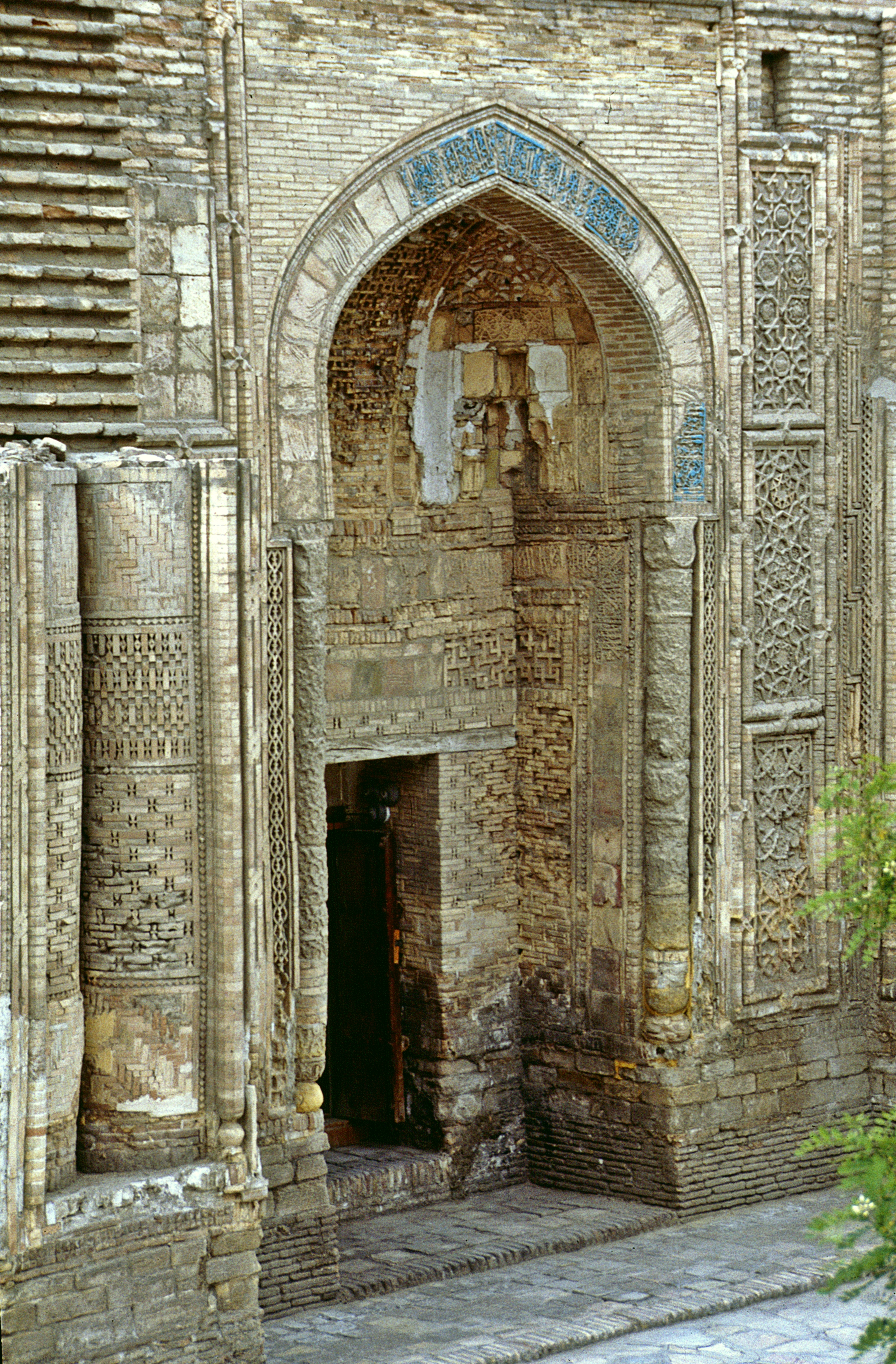
Eingang
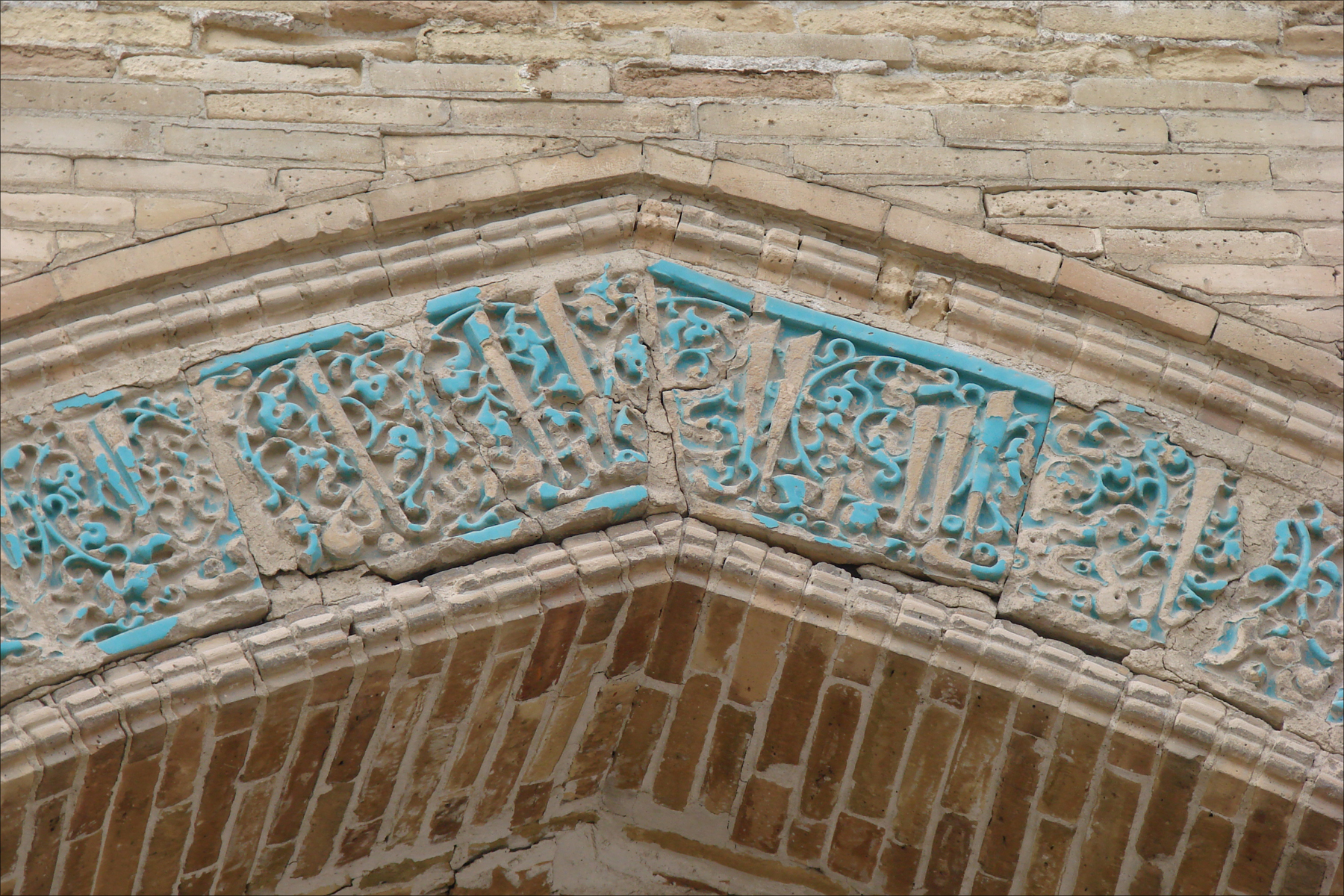
Fassadendetail
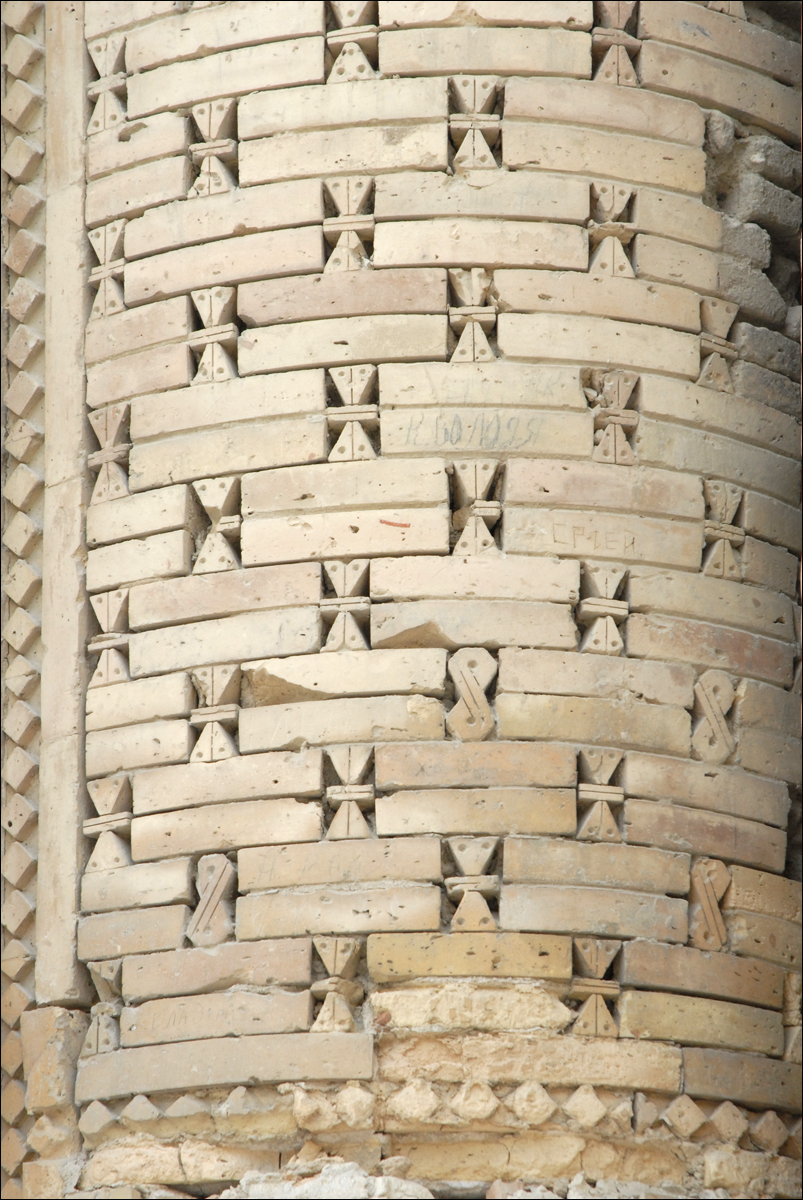
Fassadendetail
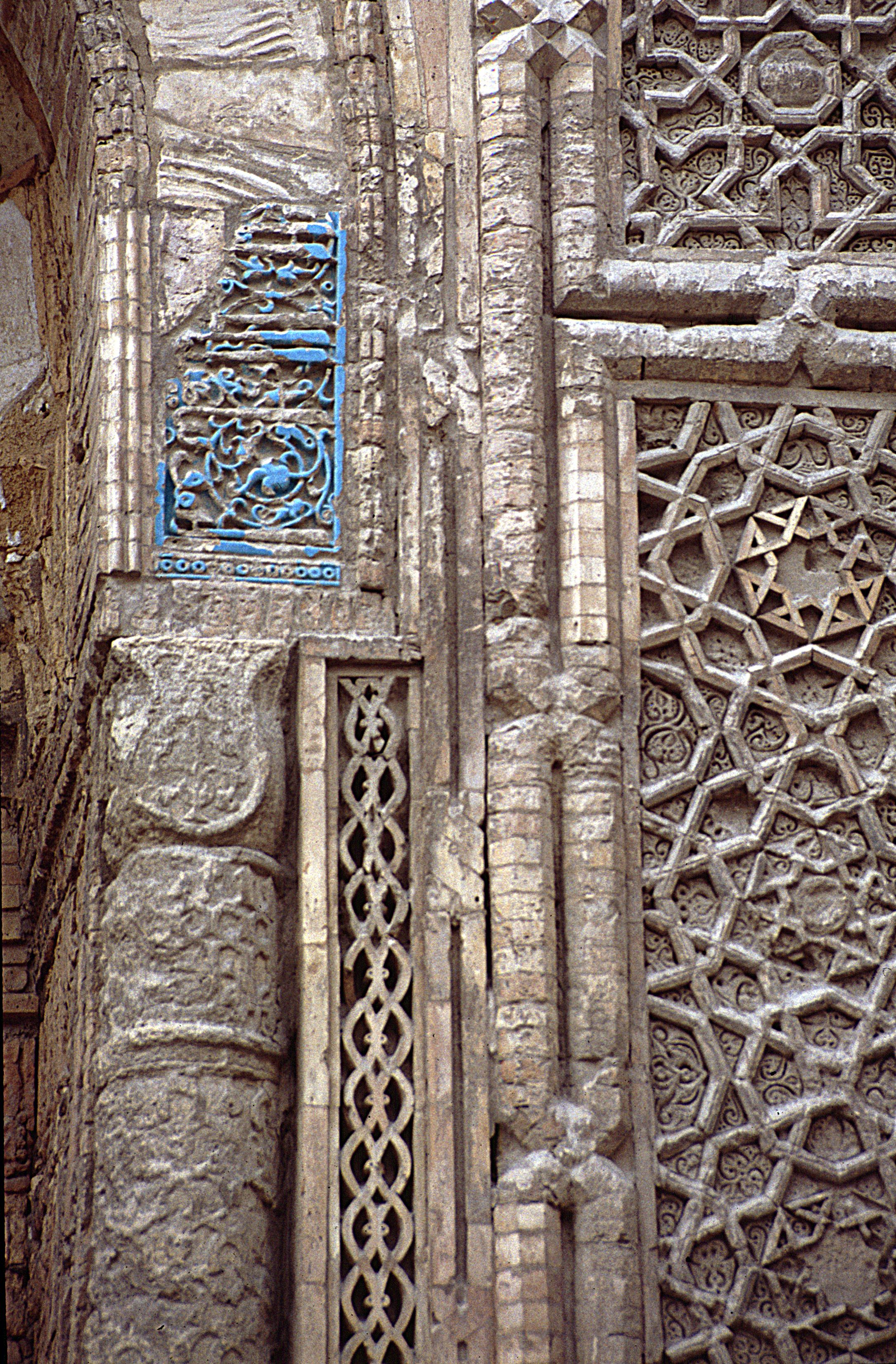
Fassadendetail